# 杜雷扎峰
46°41′48″N 10°02′50″E / 46.69667°N 10.04722°E

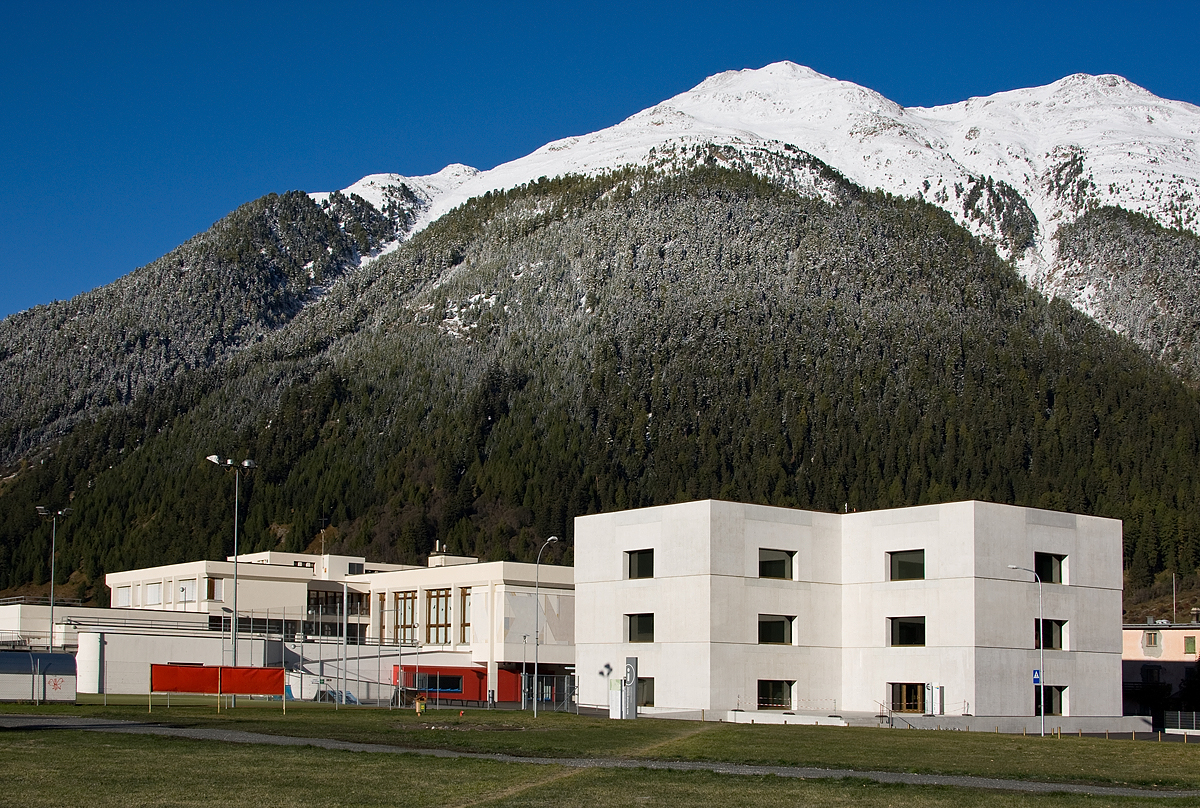

杜雷扎峰（Piz d'Urezza），是瑞士的山峰，位於該國東南部，由格勞賓登州負責管轄，屬於阿爾布拉山脈的一部分，海拔高度2,906米，每年平均降雨量1,367毫米。